# Stefan Uteß
Stefan Uteß, né le 31 octobre 1974 à Demmin, est un céiste allemand pratiquant la course en ligne.

## Palmarès

### Jeux olympiques de canoë-kayak course en ligne
- 2000 à Sydney,  Australie
  -  Médaille de bronze en C-2 1000m [1]